# Festus Iyayi
Festus Iyayi (* 29. September 1947 in Benin City, Nigeria; † 12. November 2013 in Kogi, Nigeria) war ein nigerianischer Schriftsteller.

## Leben
Festus Iyayi studierte Kommunikationswissenschaft in Ibadan und Volkswirtschaft in Kiew. In letzterem Fach promovierte er 1980 an der University of Bradford. Er kehrte nach Benin City zurück und lehrte an der dortigen Universität. Weil er sich in der Gewerkschaft engagierte, wurde er 1988 entlassen und für kurze Zeit inhaftiert. Im selben Jahr wurde er für seinen dritten Roman, Heroes (1986), mit dem Commonwealth Writers’ Prize ausgezeichnet. Iyayi konzentrierte sich danach vor allem auf seine politische Arbeit, bis 1996 eine Sammlung von Kurzgeschichten erschien. Sein Werk mit der realitätsnahen Beschreibung der verelendeten nigerianischen Gesellschaft ist mit den Büchern von Ousmane Sembène und Ngũgĩ wa Thiong’o vergleichbar.
Iyayi starb im November 2013 im Alter von 66 Jahren bei einem Autounfall, der möglicherweise durch ein Fahrzeug aus dem Konvoi eines hochrangigen Politikers ausgelöst wurde.

## Werke
- Violence (1979) Longman Publishing Group, ISBN 0-582-64247-7.
- The Contract (1982) Longman Publishing Group, ISBN 0-582-78524-3.
- Heroes (1986) Longman Publishing Group, ISBN 0-582-78603-7.
- Awaiting Court Martial (1996) Malthouse Press, ISBN 978-2601-79-9.

## Auszeichnungen (Auswahl)
- 1987: Association of Nigerian Authors prize
- 1988: Commonwealth Writers’ Prize